# Stanford (Californie)
Pour les articles homonymes, voir Stanford.
Stanford est une localité (non incorporée) du comté de Santa Clara, en Californie. Sa population était de 21 150 habitants selon le recensement de 2020.
Stanford est adjacente à la ville de Palo Alto.
La localité est surtout célèbre pour l'université Stanford, qui occupe la majorité de son territoire.

## Géographie
Selon le Bureau du recensement des États-Unis, la localité couvre 7,2 km2. 7,1 km2 est de la terre ferme et 0,1 km2 (1,44 %) est de l'eau.

## Démographie
| Groupe            | Stanford | Californie | États-Unis |
| ----------------- | -------- | ---------- | ---------- |
| Blancs            | 57,4     | 57,6       | 72,4       |
| Asiatiques        | 27,4     | 13,1       | 4,8        |
| Métis             | 7,8      | 4,9        | 2,9        |
| Autres            | 7,8      | 17,0       | 6,2        |
| Afro-Américains   | 4,7      | 6,2        | 12,6       |
| Amérindiens       | 0,6      | 1,0        | 0,9        |
| Océaniens         | 0,2      | 0,4        | 0,2        |
| Total             | 100      | 100        | 100        |
|                   |          |            |            |
| Latino-Américains | 10,4     | 37,6       | 16,7       |

Selon l'American Community Survey, pour la période 2011-2015, 59,61 % de la population âgée de plus de 5 ans déclare parler l'anglais à la maison, alors que 13,15 % déclare parler une langue chinoise, 7,79 % l'espagnol, 2,31 % l'hindi, 2,23 % le coréen, 2,17 % le portugais, 1,79 % l'arabe, 1,56 % le vietnamien, 1,47 % le français, 1,43 % le russe, 0,68 % le japonais, 0,53 % l'hébreu et 5,27 % une autre langue.
| 2000   | 2010   | 2020   |
| ------ | ------ | ------ |
| 13 314 | 13 809 | 21 150 |